# Bataille de la Tonegawa
La bataille de la Tonegawa se déroule à la fin de l'époque Sengoku (XVIe siècle) de l'histoire du Japon. Au cours de l'année 1571, le célèbre Uesugi Kenshin avance dans la province de Kōzuke et attaque le château satellite de Takeda Shingen, le château d'Ishikura. Shingen répond à l'attaque de Kenshin et les deux forces se rencontrent sur la Tone-gawa. Les adversaires finissent par se séparer sans résultat tangible.

## Source de la traduction
- (en) Cet article est partiellement ou en totalité issu de l’article de Wikipédia en anglais intitulé « Battle of Tonegawa » (voir la liste des auteurs).